# Campionati europei di atletica leggera 2010 - Lancio del martello maschile
La competizione si è svolta tra il 27 ed il 28 luglio 2010.

## Podio
| Pos.    | Atleta            | Nazionalità | Misura  |
| ------- | ----------------- | ----------- | ------- |
| Oro     | Libor Charfreitag | Slovacchia  | 80,02 m |
| Argento | Nicola Vizzoni    | Italia      | 79,12 m |
| Bronzo  | Krisztián Pars    | Ungheria    | 79,06 m |

## Record
Prima di questa competizione, il record del mondo (RM), il record europeo (EU) ed il record dei campionati (RC) sono i seguenti:
| Record                | Prestazione | Atleta                        | Data                                     | Competizione            |
| --------------------- | ----------- | ----------------------------- | ---------------------------------------- | ----------------------- |
| Record mondiale       | 86,74m      | Jurij Sedych Unione Sovietica | 30 agosto 1986 Stoccarda, Germania Ovest | Campionati europei 1986 |
| Record europeo        | 86,74m      | Jurij Sedych Unione Sovietica | 30 agosto 1986 Stoccarda, Germania Ovest | Campionati europei 1986 |
| Record dei campionati | 86,74m      | Jurij Sedych Unione Sovietica | 30 agosto 1986 Stoccarda, Germania Ovest | Campionati europei 1986 |

## Programma
| Data           | Ora   | Turno          |
| -------------- | ----- | -------------- |
| 27 luglio 2010 | 9:30  | Qualificazioni |
| 28 luglio 2010 | 20:25 | Finale         |

## Qualificazioni
L'accesso alla finale era riservato ai concorrenti con una misura di almeno 75,50 m (Q) o, in mancanza di dodici di questi, ai primi dodici della qualificazione (q).
| Pos. | Gruppo | Atleta                 | Paese       | 1ª prova | 2ª prova | 3ª prova | Risultato | Note                                     |
| ---- | ------ | ---------------------- | ----------- | -------- | -------- | -------- | --------- | ---------------------------------------- |
| 1    | B      | Libor Charfreitag      | Slovacchia  | 77,70 m  |          |          | 77,70 m   | Q                                        |
| 2    | A      | Krisztián Pars         | Ungheria    | 74,23 m  | 71,06 m  | 76,48 m  | 76,48 m   | Q                                        |
| 3    | B      | Nicolas Figère         | Francia     | 75,85 m  |          |          | 75,85 m   | Q                                        |
| 4    | A      | Szymon Ziółkowski      | Polonia     | 75,75 m  |          |          | 75,75 m   | Q                                        |
| 5    | A      | Nicola Vizzoni         | Italia      | 74,10 m  | 75,04 m  | 73,73 m  | 75,04 m   | q                                        |
| 6    | A      | Igor' Viničenko        | Russia      | 71,59 m  | 71,60 m  | 74,88 m  | 74,88 m   | q                                        |
| 7    | B      | Valery S'vjatocha      | Bielorussia | x        | 74,66 m  | 74,50 m  | 74,66 m   | q                                        |
| 8    | B      | Mattias Jons           | Svezia      | 71,30 m  | x        | 74,56 m  | 74,56 m   | q                                        |
| 9    | B      | Kristóf Németh         | Ungheria    | 69,76 m  | 69,94 m  | 74,28 m  | 74,28 m   | q                                        |
| 10   | A      | Olli-Pekka Karjalainen | Finlandia   | 72,31 m  | 74,23 m  | 71,99 m  | 74,23 m   | q                                        |
| 11   | B      | Wojciech Kondratowicz  | Polonia     | 74,22 m  | 74,10 m  | 72,76 m  | 74,22 m   | q                                        |
| 12   | B      | Oleksij Sokyrs'kyj     | Ucraina     | 74,16 m  | 73,80 m  | x        | 74,16 m   | q                                        |
| 13   | A      | David Söderberg        | Finlandia   | x        | x        | 73,87 m  | 73,87 m   |                                          |
| 14   | B      | Igors Sokolovs         | Lettonia    | 71,24 m  | 73,29 m  | 70,69 m  | 73,29 m   |                                          |
| 15   | B      | Tuomas Seppänen        | Finlandia   | 72,94 m  | x        | 70,56 m  | 72,94 m   |                                          |
| 16   | A      | Paval Kryvicki         | Bielorussia | x        | x        | 72,68 m  | 72,68 m   |                                          |
| 17   | B      | Dzmitry Marshyn        | Azerbaigian | 71,29 m  | 67,55 m  | 72,43 m  | 72,43 m   |                                          |
| 18   | B      | Javier Cienfuegos      | Spagna      | 70,27 m  | 72,19 m  | 71,28 m  | 72,19 m   | Miglior prestazione personale stagionale |
| 19   | B      | Markus Esser           | Germania    | x        | 71,83 m  | 71,89 m  | 71,89 m   |                                          |
| 20   | A      | Jury Šajunoŭ           | Bielorussia | 71,10 m  | x        | x        | 71,10 m   |                                          |
| 21   | A      | András Haklits         | Croazia     | x        | 70,84 m  | 69,25 m  | 70,84 m   |                                          |
| 22   | B      | Eivind Henriksen       | Norvegia    | 69,98 m  | x        | 66,71 m  | 69,98 m   |                                          |
| 23   | A      | Miloslav Konopka       | Slovacchia  | 68,77 m  | x        | x        | 68,77 m   |                                          |
| 24   | A      | Marcel Lomnický        | Slovacchia  | 68,22 m  | 68,02 m  | x        | 68,22 m   |                                          |
| 25   | A      | Ainars Vaiculens       | Lettonia    | 65,43 m  | x        | x        | 65,43 m   |                                          |

## Finale
| Pos.    | Atleta                 | Nazionalità | 1ª prova | 2ª prova | 3ª prova | 4ª prova | 5ª prova | 6ª prova | Risultato | Note                                     |
| ------- | ---------------------- | ----------- | -------- | -------- | -------- | -------- | -------- | -------- | --------- | ---------------------------------------- |
| Oro     | Libor Charfreitag      | Slovacchia  | 75,50 m  | 80,02 m  | x        | x        | 77,29 m  | –        | 80,02 m   |                                          |
| Argento | Nicola Vizzoni         | Italia      | 75,72 m  | 77,29 m  | 78,03 m  | 77,66 m  | 77,95 m  | 79,12 m  | 79,12 m   | Miglior prestazione personale stagionale |
| Bronzo  | Krisztián Pars         | Ungheria    | 77,34 m  | 79,06 m  | 77,36 m  | 78,94 m  | x        | 77,87 m  | 79,06 m   |                                          |
| 4       | Valery S'vjatocha      | Bielorussia | 73,57 m  | 76,74 m  | x        | 75,71 m  | 76,06 m  | 78,20 m  | 78,20 m   |                                          |
| 5       | Szymon Ziółkowski      | Polonia     | 75,24 m  | 75,97 m  | 77,99 m  | x        | 77,55 m  | 75,45 m  | 77,99 m   | Miglior prestazione personale stagionale |
| 6       | Oleksij Sokyrs'kyj     | Ucraina     | 73,14 m  | x        | 75,36 m  | 76,62 m  | x        | x        | 76,62 m   | Miglior prestazione personale            |
| 7       | Wojciech Kondratowicz  | Polonia     | 74,96 m  | x        | x        | 72,87 m  | 72,78 m  | 75,30 m  | 75,30 m   |                                          |
| 8       | Igor' Viničenko        | Russia      | X        | 72,19 m  | 73,99 m  | 72,38 m  | 74,31 m  | 73,31 m  | 74,31 m   |                                          |
| 9       | Kristóf Németh         | Ungheria    | 72,66 m  | 73,93 m  | x        |          |          |          | 73,93 m   |                                          |
| 10      | Olli-Pekka Karjalainen | Finlandia   | 73,35 m  | 73,70 m  | 73,30 m  |          |          |          | 73,70 m   |                                          |
| 11      | Nicolas Figère         | Francia     | 69,77 m  | 72,56 m  | x        |          |          |          | 72,56 m   |                                          |
|         | Mattias Jons           | Svezia      | x        | x        | x        |          |          |          | NM        |                                          |